# Седова, Елена Сергеевна (футболистка)
Елена Сергеевна Седо́ва (родилась 11 августа 1986 в Рязани) — российская футболистка и мини-футболистка, чемпионка Европы 2005 года по футболу среди девушек до 19 лет.

## Карьера

### Клубная
Воспитанница футбольных школ рязанской «Рязань-ТНК». С 2003 года играла за «Есению» из Рыбного в первом дивизионе. В 2006 году выступала за «Викторию» (Белгород), а с 2007 по 2009 годы за «Рязань-ВДВ» в высшей лиге. Завершила футбольную карьеру в 2009 году из-за финансовых проблем с «Рязанью-ВДВ», позднее перешла в мини-футбольный клуб «Локомотив» из Калининграда.

### В сборной
В молодёжной сборной с 2003 года, выступала за сборную России[прояснить] до 2008 года[прояснить]. В составе молодёжной сборной в 2004 году на чемпионате мира среди девушек в Таиланде сыграла четыре матча (россиянки в овертайме в 1/4 финала уступили бразильянкам), а также в 2005 году выиграла чемпионат Европы в Венгрии. Позднее призывалась и в мини-футбольную сборную России.
Любимой командой считает московский «Локомотив», а любимым игроком — Дмитрия Сычёва.